# 朝鮮體育大學
朝鮮體育大學（朝鲜语：／），位於朝鲜民主主义人民共和国首都平壤，於1958年9月1日成立。原名是平壤體育大學，1990年10月改為現名。該校是朝鲜體育幹部、體育科研人員和教練的培訓基地。在建党20周年和30周年纪念日，朝鲜体育大学收到了朝鲜劳动党中央委员会的贺电，并于1988年被授予“一级国旗勋章”。

## 院系設置
- 重競技系
- 輕競技系
- 體育系
- 民族體育系
- 球類運動系
- 再教育系
- 體育科學研究所
- 博士院

## 成就
該校研發了在賽前和比賽期間測定運動員心理品質的電腦程式。這個程式在第14屆全國程序賽及展覽會上奪得第一名。另外，這個程式協助朝鮮在2004年2月第10屆亞洲射擊錦標賽上勇奪四項冠軍。

## 著名的畢業生
- 世界体操锦标赛三连冠、奥运会金牌获得者、劳动英雄、人民体育人裴吉秀
- 世界柔道锦标赛三连冠、劳动英雄、人民體育人桂顺姬
- 有“马拉松女王”美譽的共和国英雄、人民體育人郑圣玉
- 1990年日本四大洲艺术体操锦标赛个人赛圈操和球操技巧运动冠軍朴光福
- 國際奧委會資深委員、國際跆拳道聯盟主席、國際奧委會國際關係委員和朝鮮全民體育委員張雄
- 朝鮮跆拳道國家隊主教練張京玉
- 朝鮮男子跆拳道國家隊教練黃中一
- 朝鮮女子跆拳道國家隊教練黃英美
- 國際足球裁判金正植
- 世界級女子舉重選手李成姬
- 朝鮮國防委員會參事、國家體育指導委員會委員朴明哲
- 國家體育指導部部長李東浩
- 1964年奧地利斯布魯克冬季奧運銀牌、金日成獎得主和人民運動員韓弼花
- 國家隊舉重教練、三任共和國十大最佳優秀教練金春姬